# Прата ди Лакуло (Ријети)
Прата ди Лакуло је насеље у Италији у округу Ријети, региону Лацио.
Према процени из 2011. у насељу је живело 3 становника. Насеље се налази на надморској висини од 1092 м.